# Хадеев, Александр Александрович
Александр Александрович Хадеев (24 августа 1894 — 19 февраля 1957) — советский военачальник, участник Великой Отечественной войны.

## Биография
Александр Александрович Хадеев родился 24 августа 1894 года в Санкт-Петербурге. Русский.
В Русской императорской армии с 1915 года. В 1916 году окончил ускоренный курс Владимирского военного училища. Участвовал в Первой мировой войне, командир роты, штабс-капитан.
В Красной гвардии с 1917 года. В Красной Армии с 1918 года. Во время Гражданской войны воевал на Юго-Западном фронте, командир резервного стрелкового полка, начальник бригадной школы в г. Кронштадте. Участвовал в подавлении Кронштадтского восстания.
В 1922 году окончил Высшую военно-педагогическую школу. В ходе дальнейшей службы прошёл путь от командира стрелкового взвода до командира дивизии. Кроме того в 1929 году окончил Стрелково-тактические курсы усовершенствования комсостава РККА «Выстрел» им. Коминтерна.
В должности командира 138-й стрелковой дивизии участвовал в советско-финской войне. Награждён орденом Красного Знамени. С марта 1941 года командир 40-го стрелкового корпуса Закавказского военного округа. 4 июня 1940 года А. А. Хадееву было присвоено воинское звание «генерал-майор».
Начало Великой Отечественной войны встретил в той же должности. 40-й стрелковый корпус прикрывал государственную границу СССР с Ираном и в боевых действиях не участвовал. 1 августа 1941 года на базе корпуса была сформирована 44-я армия и А. А. Хадеев назначен её командующим. 23 августа армия была включена в состав Закавказского фронта и в октябре была перегруппирована на Северный Кавказ. С декабря А. А. Хадеев — командующий 46-й армией, войска которой участвовали в битве за Кавказ. В апреле 1942 года по состоянию здоровья переведён на должность помощника командующего войсками Закавказского военного округа по формированиям. В декабре 1942 года назначен заместителем командующего войсками Закавказского фронта. 18 мая 1943 года ему было присвоено воинское звание «генерал-лейтенант».
25 августа 1945 года Приказом НКО СССР на базе Закавказского фронта был образован Тбилисский военный округ. А. А. Хадеев назначен заместителем командующего войсками этого округа. С декабря 1945 года в отставке.
Александр Александрович Хадеев скончался 19 февраля 1957 года, похоронен в Сестрорецке.

## Награды
- орден Ленина (21.02.1945)[1]
- 3 ордена Красного Знамени (…, 23.03.1940, 3.11.1944)
- орден Отечественной войны 1-й степени (22.02.1943)